# Юліхський дослідницький центр
Дослідницький центр Юліха (нім. Forschungszentrum Jülich GmbH) — один з найбільших дослідницьких центрів Європи, входить до складу Товариства імені Гельмгольца.
Розташований у м. Юліх, Німеччина. 
Основними науковими напрямками центру є фізика, хімія, біологія і медицина. Дослідницький центр має один з найбільших суперкомп'ютерів світу. Співробітником центру є лауреат Нобелівської премії з фізики за 2007 рік Петер Грюнберг.